# اگفالوا
آگفالوا (به مجاری:  Ágfalva) یک شهرستان مجارستان در مجارستان است که در ناحیه شوپرون واقع شده‌است.

## خصوصیات
اگفالوا ۱۳٫۰۸ کیلومترمربع مساحت و ۱٬۹۵۶ نفر جمعیت دارد.

## نگارخانه

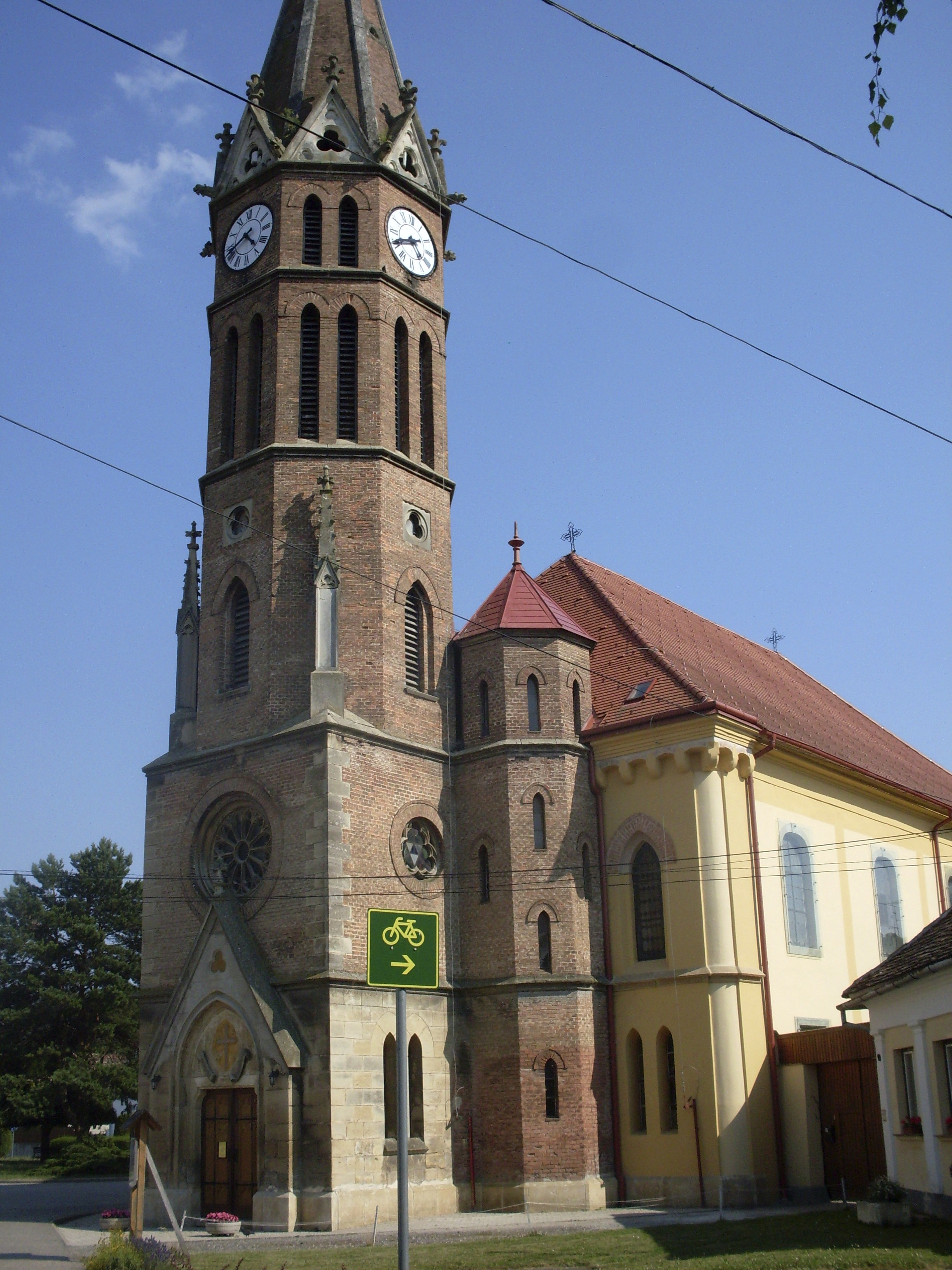
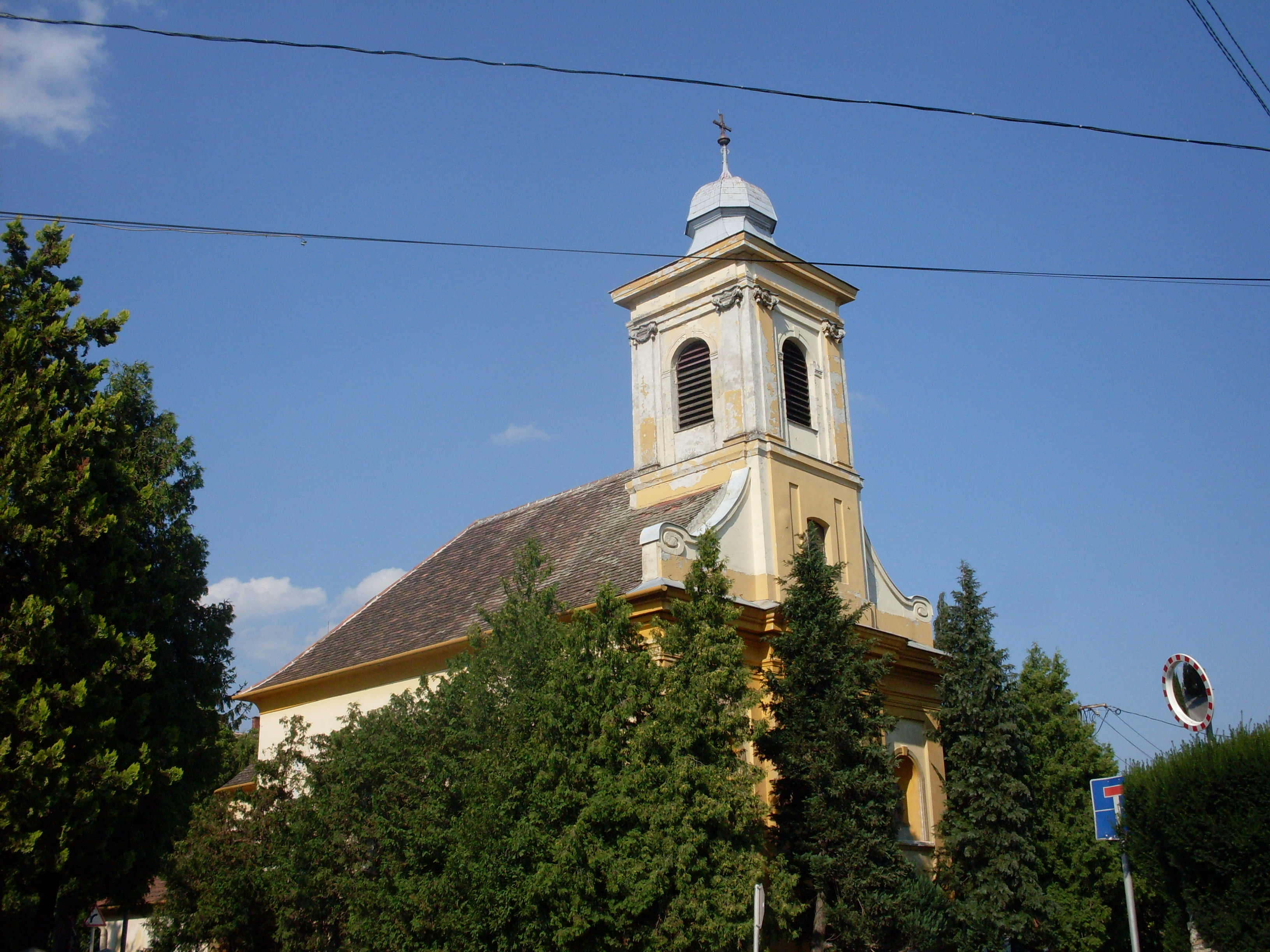
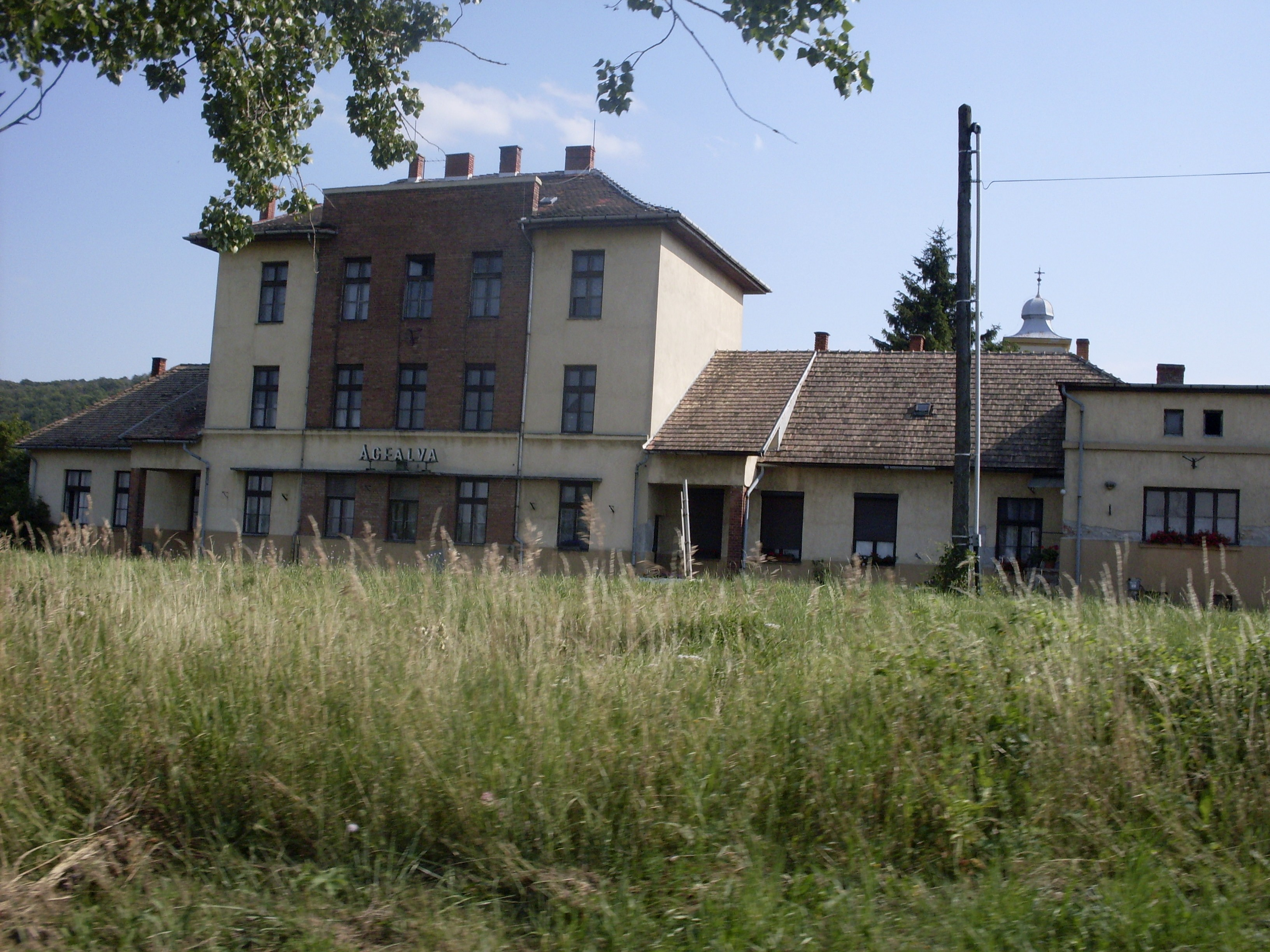